# Francis Moze
Francis Moze  est un bassiste, cofondateur du groupe Magma. Quatre ans plus tard, il se joint au groupe franco-britannique Pierre Moerlen's Gong où il jouera la basse sur leur premier album Gazeuse! en 1976. Par la suite, Francis Moze jouera pour Françoise Hardy, Bernard Lavilliers, Jacques Higelin, Dan Ar Braz... ainsi que dans « Prigal » et donne le groove au titre Je suis fou de toi en compagnie d'Amaury Filliard à la guitare.
Il a fait partie du groupe "Roccoco" avec lequel il enregistre en 1992.
En novembre 2017 il interviendra en tant que pianiste sur plusieurs titres de l’album "42" du groupe rock français V enregistré par Laurent Thibault.